# Bronco (transporter opancerzony)
Bronco All Terrain Tracked Carrier – singapurski przegubowy gąsienicowy transporter opancerzony opracowany w latach 90. XX wieku przez przedsiębiorstwo ST Kinetics. Pojazd zaprezentowany został po raz pierwszy w 2000 roku, a rok później trafił do służby w Siłach Zbrojnych Singapuru.
Pojazd przystosowany jest do pełnienia różnorodnych funkcji, m.in. transportera piechoty i ładunków, ambulansu, wozu dowodzenia, wozu zabezpieczenia technicznego, warsztatu polowego czy platformy moździerza.
Konstrukcja transportera – dwa człony połączone przegubem – jest zbliżona do tej zastosowanej w pojazdach Bv 206 oraz BvS 10. Pojazd może zabrać na pokład 16 osób (6 w przednim członie, 10 w tylnym). Bronco charakteryzuje się niewielkim naciskiem jednostkowym, pozwalającym na przemieszczanie się po trudnym terenie, jak bagna, śnieg czy pustynia, a dodatkowo posiada zdolności amfibii. Transporter przystosowany jest do transportu samolotem C-130 Hercules.
Pojazd posiada opancerzenie zapewniające ochronę przed pociskami kalibru 7,62 mm, w razie konieczności mogące zostać uzupełnione o dodatkowe moduły pancerza chroniące przed wybuchami min i improwizowanych ładunków wybuchowych. Opcjonalne wyposażenie transportera stanowi karabin maszynowy kalibru 7,62 mm.
Poza Singapurem Bronco znalazł zastosowanie w British Army (oznaczony jako Warthog) oraz Tajskiej Armii Królewskiej. Brytyjczycy wycofali swoje Warthogi w październiku 2015 roku.